# Ingegneria climatica
L'ingegneria climatica, conosciuta anche come geoingegneria, è l'insieme delle tecnologie proposte per tentare di contrastare su scala planetaria le cause o gli effetti dei cambiamenti climatici (climate change) e in particolare del riscaldamento globale (global warming).
Le tecnologie di ingegneria climatica si possono classificare in due grandi categorie: rimozione dell'anidride carbonica dall'atmosfera (CDR - carbon dioxide removal) e riduzione della radiazione solare incidente (SRM - solar radiation management). Esse hanno caratteristiche molto diverse per efficacia, velocità di implementazione, costi e profili di rischio per effetti non voluti poco noti o ignoti del tutto

. 
Proprio a causa delle incertezze scientifiche inerenti a tale approccio, e per le inevitabili ripercussioni politiche, sociali, ed etiche, l'eventuale gestione planetaria di progetti operativi di ingegneria climatica è oggetto di ampio dibattito. 
L'ingegneria climatica può essere considerata come la terza e ultima strategia di emergenza per affrontare i cambiamenti climatici dopo gli sforzi di mitigazione e adattamento, considerati prioritari dall'attuale consenso degli esperti

.
L'ingegneria climatica non va confusa con le tecnologie per la modifica locale del tempo meteorologico quali ad esempio l'inseminazione delle nubi per favorire le precipitazioni o varie tecniche per la dispersione della nebbia.

## Strategie
Le strategie per intervenire sul sistema climatico terrestre per contrastare il riscaldamento globale dovuto ai gas serra si possono distinguere in due tipologie assai diverse descritte nelle sottosezioni di seguito.

### Rimozione della CO2 (CDR)
Le tecnologie di rimozione della CO2 (Carbon Dioxide Removal) cercano di eliminare o ridurre la causa dei cambiamenti climatici individuata dagli studi climatologici degli ultimi decenni, e cioè i gas "climalteranti" che causano un eccessivo effetto serra, soprattutto l'anidride carbonica ma anche il metano e altri. Fra le strategie proposte si possono elencare:
- riduzione della deforestazione, riforestazione e gestione degli usi del territorio;
- generazione di biocombustibili con cattura e sequestro della CO2 (BECS - BioEnergy with CO2 Capture and Sequestration);
- gestione delle biomasse per sequestro della CO2 (produzione di biochar o altre tecniche);
- dilavazione accelerata delle rocce sedimentarie carbonatiche;
- cattura della CO2 via processi artificiali;
- fertilizzazione delle alghe oceaniche via nutrienti quali soprattutto il ferro in forma di minerale solubile, fosforo o azoto;
- modifiche della circolazione oceanica.

Un effetto aggiuntivo positivo dei metodi CDR consiste nella riduzione del fenomeno di acidificazione degli oceani causato dalla presenza di eccessiva CO2 in atmosfera.

### Riduzione della radiazione solare (SRM)
Le tecnologie di riduzione della radiazione solare (Solar Radiation Management) cercano di contrastare il riscaldamento globale mitigando l'incidenza e l'assorbimento dell'insolazione sulla superficie terrestre, causando un raffreddamento in grado di pareggiare l'effetto dei gas climalteranti. La riduzione dell'insolazione corrisponde a un aumento della radiazione solare riflessa cioè l'albedo terrestre, per cui si parla anche di modifica dell'albedo (Albedo Modification) per questo approccio. Nello specifico, sono state proposti metodi basati sull'aumento della riflettività sulla superficie, in atmosfera e nello spazio.
- in superficie l'albedo potrebbe essere aumentata in linea di principio con interventi sulla riflettività delle aree urbane, della vegetazione o dei deserti, tuttavia la scala necessaria a realizzare tali interventi è tale da renderli difficilmente praticabili. Inoltre le modifiche su vasta scala della vegetazione terrestre avrebbero un ovvio impatto sul ciclo del carbonio, sulla produzione agricola e sulla biosfera in generale. Anche il fatto che la riflettività terrestre verrebbe modificata in maniera disomogenea porterebbe a gravi effetti climatici collaterali.
- in atmosfera l'albedo potrebbe essere aumentata stimolando la generazione di nubi oppure mediante iniezione di aerosol o materiale riflettente in stratosfera. Nel primo caso la tecnica generalmente proposta si basa sull'incremento dei nuclei di condensazione sugli oceani mediante nebulizzazione di acqua marina. Nel secondo l'approccio principale prevede la diffusione di solfuri in stratosfera, il cui effetto climatico è analogo a quello dei solfuri emessi dalle eruzioni vulcaniche. In entrambi i casi, effetti non voluti sia climatici sia sulla biosfera sono poco conosciuti e potenzialmente pericolosi.
- nello spazio sono stati proposti sistemi basati su specchi o nuvole di oggetti riflettenti orbitanti intorno alla Terra o nel cosiddetto punto lagrangiano L1.

## Dibattito

### Principi di Oxford
Nel 2009 alcuni ricercatori britannici guidati da Steve Rayner hanno steso una lista di principi guida per la ricerca nell'ambito dell'ingegneria climatica che sono stati adottati dalla successiva conferenza di Asilomar sugli interventi climatici del 2010. Tali principi sono i seguenti:
1. La geoingegneria è un bene comune
2. Partecipazione pubblica alle decisioni
3. Ricerche aperte e risultati pubblici
4. Valutazione indipendente degli impatti
5. La governance deve precedere l'implementazione

### Rapporti
- (EN) US Committee on Science, Engineering, and Public Policy, Ch.28: Geoengineering in Policy Implications of Greenhouse Warming: Mitigation, Adaptation, and the Science Base, su books.nap.edu, 1992.
- (EN) Royal Society, Geoengineering the Climate: Science, Governance and Uncertainty (PDF), London, UK, settembre 2009, ISBN 978-0-85403-773-5. URL consultato il 1º settembre 2014.
- (EN) Kiel Earth Institute, Large-scale intentional interventions into the climate system? Assessing the climate engineering debate (PDF), Kiel, Germania, ottobre 2011. URL consultato il 1º settembre 2014.
- (EN) IPCC, Meeting Report (PDF), su IPCC Expert Meeting on Geoengineering (Lima 2011), 2012. URL consultato il 1º settembre 2014 (archiviato dall'url originale il 9 luglio 2012).
- (EN) US National Academy of Sciences, Climate Intervention:  Carbon Dioxide Removal and Reliable Sequestration (PDF), Washington, USA, 2015, ISBN 978-0-309-36818-6. URL consultato il 25 febbraio 2015.
- (EN) US National Academy of Sciences, Climate Intervention:  Reflecting Sunlight to Cool Earth (PDF), Washington, USA, 2015, ISBN 978-0-309-36821-6. URL consultato il 25 febbraio 2015.
- (EN) Schäfer, S.; Lawrence, M.; Stelzer, H.; Born, W.; Low, S. (Eds.), The European Transdisciplinary Assessment of Climate Engineering (EuTRACE): Removing Greenhouse Gases from the Atmosphere and Reflecting Sunlight away from Earth. (PDF), Potsdam, July 2015, DOI:10.2312/iass.2015.018. URL consultato il 24 agosto 2015.

### Articoli referenziati
- (EN) Ken Caldeira, Govindasamy Bala e Long Cao, The Science of Geoengineering (abstract), in Annual Review of Earth and Planetary Sciences, vol. 41, maggio 2013,  pp. 231-256, DOI:10.1146/annurev-earth-042711-105548. URL consultato il 1º settembre 2014.
- (EN) Malcolm J. Wright, Damon A. H. Teagle e Pamela M. Feetham, A quantitative evaluation of the public response to climate engineering (abstract), in Nature Climate Change, vol. 4, 2014,  pp. 106-110, DOI:10.1038/nclimate2087. URL consultato il 18 settembre 2014.

### Libri
- (EN) James Rodger Fleming, Fixing the Sky: The Checkered History of Weather and Climate Control, New York, USA, Columbia University Press, settembre 2010, ISBN 978-0231144124. URL consultato il 7 marzo 2015.
- (EN) David Keith, A Case for Climate Engineering, Boston, USA, The MIT Press, settembre 2013, ISBN 978-0262019828. URL consultato il 6 settembre 2014.
- David Keith, L'alternativa razionale. I pro e i contro dell'ingegneria climatica, Torino, Italia, Bollati Boringhieri, settembre 2015, ISBN 978-8833925608. URL consultato il 7 marzo 2015. (trad.it. di Keith (2013))

### Siti web
- (EN) What is Climate Engineering?, su CEC14. URL consultato il 1º settembre 2014.
- (EN) Oxford Principles of Geoengineering [collegamento interrotto], su Oxford Geoengineering Programme. URL consultato il 16 maggio 2015.

### Working paper
- Cesare Marchetti, On Geoengineering and the CO2 Problem, in Research Memorandum, RM-76-017, Vienna, IIASA, marzo 1976. URL consultato il 16 maggio 2015.

### Articoli divulgativi e di opinione
- (EN) Alan Robock, 20 reasons why geoengineering may be a bad idea (PDF), in Bulletin of the Atomic Scientists, vol. 64, giugno 2008,  pp. 14-18, DOI:10.2968/064002006. URL consultato il 1º settembre 2014.
- Stefano Nespor, La geoingegneria (PDF), in Giornale di Diritto Amministrativo, n. 2, 2011,  pp. 1-14. URL consultato il 16 maggio 2015.